# Stanley B. Prusiner
Stanley B. Prusiner (* 28. května 1942, Des Moines, Iowa) je americký lékař, profesor neurologie a biochemie na Kalifornské univerzitě v San Franciscu. V roce 1997 obdržel Nobelovu cenu za fyziologii a medicínu za formulaci prionové teorie.

## Životopis
Narodil se v Des Moines v Iowě. Dětství prožil tam a v Cincinnati v Ohiu, kde studoval na Walnut Hills High School. Poté následovala studia na Pensylvánské univerzitě a Kalifornské univerzitě (San Francisco). 
Po získání doktorátu studoval glutamináty u Escherichie coli v laboratoři Earla Stadtmana v NIH (National institutes of Health). Strávil zde tři roky a poté se vrátil na Kalifornskou univerzitu (SF), kde pokračoval ve studiu, bádání a přednášení v oblasti neurologie. V roce 1982 formuloval prionovou teorii. V současné době přednáší neurologii a biochemii na Kalifornské univerzitě v San Franciscu a v Berkeley.